# Opiptacris ruficeps
Opiptacris ruficeps is een rechtvleugelig insect uit de familie veldsprinkhanen (Acrididae). De wetenschappelijke naam van deze soort is voor het eerst geldig gepubliceerd in 1931 door Willemse.